# Liste der Volkszählungen in Österreich
Die Liste der Volkszählungen in Österreich bietet einen Überblick über die Ergebnisse aller Volkszählungen in Österreich seit 1869 zum Gebietsstand am 31. Oktober 2011.

## Erste Volkszählungen
Die erste Volkszählung („Seelenbeschreibung“) fand in Österreich unter der Monarchin Maria Theresia 1754 statt. Nach 1769 wurden auf Grund des Widerstandes von Adel und katholischer Kirche keine vollständigen Volkszählungen mehr durchgeführt.
Am 23. März 1857 erließ Kaiser Franz Joseph I. für das Kaisertum Österreich, damals noch inklusive Ungarn, mit kaiserlicher Verordnung die Vorschrift über die Vornahme der Volkszählungen.
Die Erhebung vom 31. Oktober 1857 auf Grundlage dieser Verordnung wurde jedoch als unzureichend eingeschätzt, da nur die einheimische, nicht aber die tatsächlich anwesende Bevölkerung gezählt wurde.
Dies und technische Probleme hatten zur Folge, dass Kaiser und Reichsrat am 29. März 1869 die kaiserliche Verordnung für Cisleithanien auf Betreiben von Ministerpräsident Eduard Taaffe und Innenminister Carl Giskra durch ein Volkszählungsgesetz ersetzten und die erste Zählung nach diesem Gesetz am 31. Dezember 1869 erfolgte. Das Gesetz bestimmte, dass die nächstfolgende Zählung per 31. Dezember 1880 und weitere Zählungen im Zehn-Jahres-Rhythmus zu erfolgen hätten. Mit dem seit dem Ausgleich von 1867 innenpolitisch von Österreich unabhängigen Königreich Ungarn wurde Übereinstimmung erzielt, dass dieser Zählrhythmus auch in Ungarn angewandt wird.

## Österreich-Ungarn
Nach der ersten Zählung nach dem neuen Gesetz, 1869, fanden bis zum Ersten Weltkrieg alle zehn Jahre Zählungen statt (1880, 1890, 1900 und 1910). Bei der letzten Volkszählung vom 31. Dezember 1910 betrug die Gesamtbevölkerung 51.390.223 Personen, davon entfielen auf die österreichische Reichshälfte 28.571.934.
Aus diesen Daten ließ sich die damalige Bevölkerung im heutigen Gebiet Österreichs (nach dem Gebietsstand vom 15. Mai 2001) errechnen:
| Datum             | Fläche in km² (15. Mai 2001) ¹ | Einwohnerzahl ¹ | Einwohner je km² |
| ----------------- | ------------------------------ | --------------- | ---------------- |
| 31. Dezember 1869 | 83.871                         | 4.497.880       | 54               |
| 31. Dezember 1880 | 83.871                         | 4.963.528       | 59               |
| 31. Dezember 1890 | 83.871                         | 5.417.360       | 65               |
| 31. Dezember 1900 | 83.871                         | 6.003.845       | 72               |
| 31. Dezember 1910 | 83.871                         | 6.648.310       | 79               |

¹ Heutiger Gebietsstand

## Erste Republik
Auch 1920 fand in Österreich eine Volkszählung statt, diese war jedoch schlecht vorbereitet und die Ergebnisse daher unbrauchbar. Ähnliches gilt auch für die Volkszählung 1923.
Die Bevölkerung der Ersten Republik nach dem Gebietsstand vom 15. Mai 2001:
| Datum         | Fläche in km² (15. Mai 2001) ¹ | Einwohnerzahl ¹ | Einwohner je km² |
| ------------- | ------------------------------ | --------------- | ---------------- |
| 7. März 1923  | 83.871                         | 6.534.742       | 78               |
| 22. März 1934 | 83.871                         | 6.755.318       | 81               |

¹ Heutiger Gebietsstand

## Deutsches Reich
Im Deutschen Reich fand 1939 eine Volkszählung statt. Für Österreich (Gebietsstand 31. Mai 2001) ergab sich damals das folgende Ergebnis:
| Datum        | Fläche in km² (15. Mai 2001) ¹ | Einwohnerzahl ¹ | Einwohner je km² |
| ------------ | ------------------------------ | --------------- | ---------------- |
| 17. Mai 1939 | 83.871                         | 6.652.567       | 79               |

¹ Heutiger Gebietsstand

## Zweite Republik
Zwischen dem Jahr 1951 und 2001 fanden die Volkszählungen dann wieder im Zehnjahresrhythmus statt. Die Volkszählung 2001 war dabei die letzte konventionelle Volkszählung in Österreich, die über Fragebogen erhoben wurde. Seither wird die Volkszählung in Form einer Registerzählung durchgeführt; die Probezählung fand 2006 statt. Die erste Echtzählung wurde für das Jahr 2011 durchgeführt.

### „Klassische“ Volkszählungen
Die Bevölkerung der Zweiten Republik nach dem Gebietsstand vom 15. Mai 2001:
| Datum         | Fläche in km² (15. Mai 2001) ¹ | Einwohnerzahl ¹ | Einwohner je km² |
| ------------- | ------------------------------ | --------------- | ---------------- |
| 1. Juni 1951  | 83.871                         | 6.933.905       | 83               |
| 21. März 1961 | 83.871                         | 7.073.807       | 84               |
| 12. Mai 1971  | 83.871                         | 7.491.526       | 89               |
| 12. Mai 1981  | 83.871                         | 7.555.343       | 90               |
| 15. Mai 1991  | 83.871                         | 7.795.786       | 93               |
| 15. Mai 2001  | 83.871                         | 8.032.926       | 96               |

¹ Heutiger Gebietsstand

### Registerzählungen
Die Bevölkerung der Zweiten Republik nach jeweiligem Gebietsstand:
| Datum               | Fläche in km² 1) | Einwohnerzahl 1) | Einwohner je km² |
| ------------------- | ---------------- | ---------------- | ---------------- |
| 31. Oktober 2011 2) | 83.871           | 8.401.940        | 100              |
| 31. Oktober 2021 3) | 83.883           | 8.969.068        | 107              |

1) Jeweiliger Gebietsstand

2) Endgültiges Ergebnis.

3) Endgültiges Ergebnis.